# Salix monticola
Espèce
Classification APG III (2009)
Statut de conservation UICN

 LC  : Préoccupation mineure
Salix monticola, communément appelé mountain willow, cherry willow, serviceberry willow, et park willow, est une espèce de plantes à fleurs de la famille des Salicaceae. C'est un saule que l'on trouve en Amérique du Nord, aux États-Unis d'Amérique, notamment, dans les Rocky Mountains, de la région du Wyoming jusqu'en Arizona et au Nouveau-Mexique. Il pousse également en Alaska et dans certaines zones du Canada.

## Synonymie
- Salix amelanchieroides ;
- Salix dissymetrica ;
- Salix padophylla ;
- Salix sawatchicola.

## Description
Les conditions environnementales en font un arbuste qui varie beaucoup en apparence. Il atteint une taille de 4 à 6 m de haut, en touffes denses. Ses branches sont jaunâtres ou brun-rougeâtre, tachetées de vert. Les feuilles ont une forme qui va de lancéolée à ovale et mesurent 9,5 cm de long. Leur bordure est lisse, ondulée ou crantée. Les chatons sont souvent pollinisés par les abeilles. Les graines ne sont viables que très peu de temps mais germent immédiatement sur un substrat humide.

## Répartition et habitat
Cette plante est commune sur les rives des cours d'eau de l'Alaska arctique et du Yukon. Elle forme des fourrés sur les plaines inondables où un récent dépôt de sédiments a été effectué par les courants. Dans l'ouest du Colorado, elle peut se trouver dominante ou co-dominante dans les zones ripariennes. C'est une source importante de nourriture pour les élans et les ptarmigans. Les abeilles mellifères en tirent du pollen et du nectar.